# Akushá
Akushá (en ruso: Акуша; en darguano: Ахъуша, lit. 'pueblo superior') es una ciudad perteneciente a la República de Daguestán, en Rusia. Situado en el sur de Daguestán, es el centro del raión de Akushá y del ókrug rural homónimo.

## Geografía
Akushá se encuentra a orillas del río Akushá en la parte oriental del Gran Cáucaso, a unos 80 kilómetros al suroeste de Majachkalá.

## Historia
En el pasado, el pueblo fue el centro de la confederación Akusha-Dargo.
La primera información escrita confiable sobre el pueblo se remonta a 1493, se trata de una entrada en el libro de Al-Ghazali “Talim al-Mutaalim”, que fue copiado por Idris, hijo de Ahmad, el 29 de mayo de 1493 en Akusha.
El lugar ya se menciona en las crónicas medievales y se convirtió en un aúl de importancia local a más tardar en el siglo XVII, pues en el cementerio local se han encontrado lápidas que datan de 1572, 1652 y 1666. La lengua escrita darguin se desarrolló más tarde a partir del dialecto darguin que se habla en los alrededores de Akushá.  
Durante la Guerra del Cáucaso, el área fue anexada al Imperio ruso después de que Akushá fuera capturada el 21 de diciembre de 1819 por las tropas al mando del general Alekséi Yermólov. En la segunda mitad del siglo XIX, fue la sede de una de las cinco secciones administrativas del ókrug de Darguin del óblast de Daguestán, creado en 1860. Desde el 1 de septiembre de 1934, Akushá es la sede administrativa de un distrito que lleva su nombre. 

## Demografía
La evolución de la población de Akushá entre 1897 y 2021 fue la siguiente:
| 2180                                | 3163 | 3129 | 4099 | 3713 | 3675 | 4493 | 4697 | 4599 |
| (Fuente: Soviet and Russian Census) |      |      |      |      |      |      |      |      |

La gran mayoría de la población de Akushá son darguines.

## Infraestructura

### Transporte
Por Akushá pasa la carretera regional 82K-013, que se bifurca en la carretera federal R217 Kavkas en el asentamiento de Mamedkala y continúa hasta Levashi pasando por los centros distritales de Madzhalis y Urkaraj.